# Rigsrådets Folketing
Rigsrådets Folketing eller Rigsrådsfolketinget var et parlament som blev oprettet i 1864 til at behandle fælles anliggender for Kongeriget Danmark og Hertugdømmet Slesvig. Rigsrådets Folketing var underhuset i parlamentet, mens Rigsrådets Landsting var overhuset. Rigsrådets Folketing og Rigsrådets Landsting udgjorde tilsammen Rigsrådet i perioden 1864-1866.

## Sammensætning
Rigsrådets Folketing havde 130 medlemmer hvoraf 101 skulle vælges i Danmark og 29 i Slesvig. Medlemmerne af Folketinget blev valgt efter tilsvarende regler som for valg til Rigsdagens Folketing efter junigrundloven af 1849.
Valgretsalderen var 30 år, og kun mænd med indfødsret, egen husstand og fast bopæl i mindst ét år i en valgkreds havde stemmeret. Man måtte heller ikke tidligere have modtaget fattighjælp som ikke var eftergivet eller tilbagebetalt. Valgbarhedsalderen var med 25 år lavere end valgretsalderen.

## Etablering i 1864
Rigsrådet Folketing blev oprettet i henhold til Novemberforfatningen for Danmark og Slesvig som blev vedtaget i november 1863 og trådte i kraft 1. januar 1864. Der var ikke valgt noget Rigsråd før forfatningen trådte i kraft, så fra 1. januar 1864 var der ikke noget fungerende Rigsråd. De tyske stater Østrig og Preussen mente at Novemberforfatningen var et brud på tidligere aftaler om forholdet mellem Danmark og Slesvig, og de stillede 16. januar 1864 et ultimatum hvori de krævede at forfatningen blev ophævet indenfor 48 timer. Den danske regering henholdte sig til at Novemberforfatningen kun kunne ophæves lovligt af Rigsrådet som endnu ikke var valgt.. 21. januar erklærede regeringen at de ville afholde valg til Rigsrådet og indkalde det hurtigst muligt for at få det til at ophæve forfatningen. Den danske regering troede at det ville være tilstrækkeligt til at undgå den krig som Østrig og Preussen havde truet med. 31. januar 1864 blev der udskrevet til Rigsrådets Folketing og Landsting. Der gik 10 dage fra den 21, januar fordi der først skulle afklares nogle praktiske ting om organiseringen af valgene i Slesvig.. Det afværgede ikke krigen idet Østrig og Preussen angreb dagen efter, 1. februar 1864, og startede 2. Slesvigske Krig.

## Folketingsvalget 5. marts 1864
Det første valg til Rigsrådets Folketing blev afholdt 5. marts 1864. Valget var præget af krigen. Det meste af Slesvig var besat, og det var derfor kun muligt at gennemføre valget i Slesvig i 3 ud 28 valgkredse: Sønderborg by, Als og Ærø (der skulle vælges to mandater i Flensborg, de restende 27 valgkredse var enkeltmandskredse). Kolding i Danmark var blevet besat af Preussen 18. februar 1864, så der kunne heller ikke afholdes valg i Koldingkredsen (Vejle Amts 2. kreds). Valget i Kolding blev i stedet afholdt 30. januar 1865. Bredebrokredsen (Ribe Amts 5. kreds) omfattede de kongerigske enklaver i Slesvig. Her kunne man godt gennemføre valget, men den normale postforbindelse med København kunne ikke benyttes, da den gik gennem besatte områder.
På grund af krigsforholdene blev de danske valgresultater for folketingsvalget 5. marts 1864 ikke indberettet til Det statistiske Bureau (forløberen for Danmarks Statistik) før i 1865, og bureauet modtog aldrig indberetning for 4 ud af 100 danske valgkredse. På grund af de manglende indberetninger, ændringer af nogle valgkredses områder og grænseændringer mellem Danmark og Slesvig efter krigen er de statistiske opgørelser af valget ikke helt nøjagtige.
I alt med de ovennævnte forbehold for unøjagtigheder var der 238.550 stemmeberettigede vælgere i Danmark ved valget 5. marts 1864, hvilket udgjorde 14,3 % af landets samlede befolkning.
I 53 valgkredse blev valget afgjort ved kåring, idet der ikke blev begæret afstemning efter den indledende håndsoprækning. I 47 valgkredse med i alt 113.209 vælgere blev der afholdt afstemning. I disse kredse stemte i alt 29.762 vælgere, hvilket giver en stemmeprocent på 26,3 %.